# Ignace Michel III Jarweh
Mar Ignace Michel III Jarweh ibn Ni'matallah (ou Javré , Jaroueh , Garweh , Djarweh , Giarvé , 1731-1800) fut le patriarche de l'Église catholique syriaque de 1783 à 1800.

## Biographie

### Évêque d'Alep
Michel Jarweh est né le 3 janvier 1731 à Alep . Un temps diacre à Edesse, il est ordonné prêtre en 1757 par l'évêque syriaque orthodoxe d'Alep, George Fattal, qui le nomme procurateur de l'église d'Alep. 
Michael est entré en contact avec l'archevêque Melkite Ignatius Karbousse d'Alep. Il est en bons termes avec les missionnaires jésuites , respectueux des traditions orientales, alors qu'il éprouve toujours des difficultés avec les missionnaires franciscains, plus enclins à la latinisation . En novembre 1757, Michael se rend en pèlerinage à Jérusalem ; dès lors il est catholique dans l'âme.
Quelques années plus tard, Michel Jarweh décide de rendre visite au patriarche syriaque orthodoxe Ignace George III à Amid et de lui expliquer son souhait de l'union avec Rome. Il ne réussit pas à persuader le Patriarche d'entrer en communion avec l'Église catholique, mais le nomme évêque d'Alep ; il est consacré dans l'église de Notre-Dame à Amid le 23 février 1766 par le Patriarche lui-même.
Peu de temps après le retour de Michel Jarweh à Alep, le Patriarche meurt et le nouveau Patriarche syrien orthodoxe, Ignace George IV, s'oppose fermement à toute relation avec l'Église catholique. Il convoque Michel, par une lettre datée du 5 janvier 1769, au monastère Dayr al-Zafaran, où Michel est emprisonné pendant quatre ans. En 1772, alors que Michel était gardé de force au monastère, le patriarche dénonça et fit emprisonner d'autres pro-catholiques à Alep. Ils seront libérés par l'autorité ottomane après le paiement d'une rançon.
Michel Jarweh s'échappe du monastère de Dayr al-Zafaran un an plus tard, et le 8 décembre 1774, il rejoint ses partisans à Alep. Le 16 décembre 1774, Michel fait profession de foi devant l'archevêque melkite catholique Karbousse et écrit à Rome. En raison de quelques rapports contraires des missionnaires franciscains et du délégué catholique pour les Syriens Joseph Kodsi, le pape Pie VI ne le reconnait comme évêque  d'Alep que le 23 juin 1775.
À Alep, Michel continue à faire l'objet d'attaques de la part des traditionalistes  qui, selon la loi ottomane, ont également autorité civile sur lui, et il doit s'enfuir à Chypre et plus tard en Égypte. De retour à Alep, il continue de plaider, avec succès, auprès des évêques et des croyants son idée de pleine communion avec l'Église catholique.

### Patriarche
Le 21 juillet 1781, le Patriarche George IV meurt, et les évêques (cinq évêques étaient présents), le clergé et les laïcs se réunissent au monastère Dayr al-Zafaran. Ils élisent Michel patriarche qui n'accepte son élection qu'après la lecture et l'approbation d'une déclaration de foi catholique dans l'église des Quarante Martyrs. Il est intronisé au monastère de Dayr al-Zafaran le 22 janvier 1783 et prend le nom traditionnel d'Ignace Michel III. Son élection est confirmée par le pape le 14 septembre 1783, et il reçoit le Pallium , le signe de l'autorité patriarcale, le 15 décembre de la même année. L'Église syrienne catholique a de nouveau eu patriarche, le premier depuis la mort en 1702 d'Ignace Pierre VI Chaahbadine.
Deux évêques s'opposent à son élection: deux jours après l'intronisation de Michel. L'un de deux évêques, Mar Matta ben Abdel-Ahad Saalab, évêque de Mossoul, consacre quatre de ses moines pour tenir une seconde élection et il est élu patriarche. Cette nouvelle arrive à Constantinople avant l'envoyé de Michel, et reçoit l'approbation formelle des autorités ottomanes ; ainsi Michel est devenu un hors-la-loi et est emprisonné. Après le paiement d'une rançon, Michel est transféré à Bagdad d'où il s'échappe déguisé en Bédouin. Il se réfugie au Liban ayant tout perdu, et s'installe dans les ruines du monastère de Kesrouan.
Aidé par les Maronites , et avec quelques fonds levés en Europe, Michel Jarweh achète le 22 septembre 1786 le monastère  de Charfet sur le Mont Liban qu'il dédie à Notre Dame de la Délivrance. Le 19 septembre 1791, le siège patriarcal est transféré de Mardin à Charfet qui est encore aujourd'hui utilisé comme résidence d'été du patriarche catholique syrien. 
Le patriarche a trouvé une fois au Liban, une certaine sécurité, mais la majorité des croyants vivent loin, principalement dans les régions d'Alep et de Mossoul.
Michel Jarweh décède le 4 septembre 1800.

## Œuvres
Michael Jarweh a laissé de nombreuses homélies, un texte sur le sacrifice de la messe et une autobiographie.